# Aeroportul Fane
Aeroportul Fane (IATA: FNE, ICAO: AYFA) este un aeroport din Provincia Centrală, Papua Noua Guinee.
Situat la o altitudine de 1.311 m, aeroportul dispune de o singură pistă.